# Toy Soldiers (jeu vidéo)
Pour les articles homonymes, voir Toy Soldier.
Toy Soldiers est un jeu vidéo de type tower defense développé par Signal Studios et publié par Microsoft le 3 mars 2010 sur Xbox Live Arcade puis sur PC le 27 avril 2012.

## Système de jeu
Dans un contexte s'inspirant de la Première Guerre mondiale, le joueur doit combattre un adversaire afin de protéger son coffre à jouets à l'aide de figurines représentant son armée. Le jeu est jouable à un ou deux joueurs simultanément.

## Extension
Le jeu a bénéficié d'une extension, baptisé Toy Soldiers: Invasion et publié en octobre 2010, incluant notamment une nouvelle campagne et de nouvelles unités.

## Accueil
| Toy Soldiers          |      |        |
| Média                 | Pays | Notes  |
| GameSpot              | US   | 85 %   |
| IGN                   | US   | 80 %   |
| Jeuxvideo.com         | FR   | 16/20  |
| Compilations de notes |      |        |
| Metacritic            | US   | 81 %   |
| GameRankings          | US   | 81,8 % |